# NGC 4940
NGC 4940 est une galaxie spirale située dans la constellation du Centaure. Sa vitesse par rapport au fond diffus cosmologique est de 5 339 ± 37 km/s, ce qui correspond à une distance de Hubble de 78,8 ± 5,5 Mpc (∼257 millions d'al). NGC 4940 a été découverte par l'astronome britannique John Herschel en 1837.

## Groupe de NGC 4940
NGC 4940 est la galaxie la plus brillante d'un trio qui porte son nom. Les deux autres galaxies du groupe de NGC 4940 sont ESO 269-12 et ESO 269-14.